# Chaetothyrina musarum
Chaetothyrina musarum är en svampart som först beskrevs av Speg., och fick sitt nu gällande namn av Ferdinand Theissen 1913. Chaetothyrina musarum ingår i släktet Chaetothyrina och familjen Micropeltidaceae.   Inga underarter finns listade i Catalogue of Life.